# 김도훈 (1971년)
김도훈(金度勳, 1971년 2월 6일 ~ )은 대한민국의 제5·6대 광주광역시 광산구의원이었다.

## 학력
- 목포대성국민학교 졸업
- 문태중학교 졸업
- 목포홍일고등학교 졸업
- 조선대학교 기계공학과 졸업
- 호남대학교 복지행정대학원 사회복지학과 졸업

## 경력
- 첨단호반3-1차 입주자 대표회의 회장
- 첨단골 열린음악회 자문위원
- 임대아파트 전국회의 부의장
- 아름다운가게 첨단점 운영위원
- 2006.07 ~ 2010.06 제5대 광주광역시 광산구의회 의원
- 2006.07 ~ 2008.07 제5대 광주광역시 광산구의회 전반기 운영위원회 부위원장
- 2006.07 ~ 2008.07 제5대 광주광역시 광산구의회 전반기 기획총무위원회 위원
- 2006.07 ~ 2008.07 제5대 광주광역시 광산구의회 전반기 예산결산특별위원회 위원
- 2008.07 ~ 2010.06 제5대 광주광역시 광산구의회 후반기 기획총무위원회 위원
- 2008.07 ~ 2010.06 제5대 광주광역시 광산구의회 후반기 예산결산특별위원회 위원장
- 2010.07 ~ 2014.04 제6대 광주광역시 광산구의회 의원
- 2010.07 ~ 2012.07 제6대 광주광역시 광산구의회 전반기 산업도시위원회 위원장
- 통합진보당 광주시당 광산구 을 지역위원회 위원장
- 2012.07 ~ 2014.06 제6대 광주광역시 광산구의회 후반기 기획총무위원회 위원
- 2012.07 ~ 2014.06 제6대 광주광역시 광산구의회 후반기 예산결산특별위원회 위원

## 역대 선거 결과
|  | 23.18% |

|  | 33.43% |

|  | 26.28% |